# Anagramówka
Anagramówka – rodzaj diagramowego zadania szaradziarskiego polegającego na wpisywaniu do diagramu wyrazów będących anagramami zdefiniowanych lub podanych wyrazów lub zwrotów.